# Berfay
Berfay és un municipi francès situat al departament del Sarthe i a la regió de País del Loira. L'any 2007 tenia 379 habitants.

## Demografia

### Població
El 2007 la població de fet de Berfay era de 379 persones. Hi havia 148 famílies de les quals 40 eren unipersonals (28 homes vivint sols i 12 dones vivint soles), 44 parelles sense fills, 56 parelles amb fills i 8 famílies monoparentals amb fills.
La població ha evolucionat segons el següent gràfic:
Habitants censats

### Habitatges
El 2007 hi havia 194 habitatges, 152 eren l'habitatge principal de la família, 29 eren segones residències i 13 estaven desocupats. 187 eren cases i 7 eren apartaments. Dels 152 habitatges principals, 116 estaven ocupats pels seus propietaris i 35 estaven llogats i ocupats pels llogaters; 3 tenien una cambra, 19 en tenien dues, 28 en tenien tres, 34 en tenien quatre i 67 en tenien cinc o més. 120 habitatges disposaven pel capbaix d'una plaça de pàrquing. A 65 habitatges hi havia un automòbil i a 73 n'hi havia dos o més.

### Piràmide de població
La piràmide de població per edats i sexe el 2009 era:
| Homes | Edats   | Dones |
| ----- | ------- | ----- |
| 4     | 95 o +  | 8     |
| 0     | 90 a 94 | 0     |
| 4     | 85 a 89 | 8     |
| 0     | 80 a 84 | 0     |
| 4     | 75 a 79 | 4     |
| 4     | 70 a 74 | 0     |
| 0     | 65 a 69 | 12    |
| 28    | 60 a 64 | 16    |
| 12    | 55 a 59 | 0     |
| 8     | 50 a 54 | 12    |
| 8     | 45 a 49 | 20    |
| 4     | 40 a 44 | 4     |
| 16    | 35 a 39 | 12    |
| 16    | 30 a 34 | 16    |
| 24    | 25 a 29 | 16    |
| 12    | 20 a 24 | 8     |
| 4     | 15 a 19 | 16    |
| 8     | 10 a 14 | 12    |
| 12    | 5 a 9   | 8     |
| 16    | 0 a 4   | 8     |

## Economia
El 2007 la població en edat de treballar era de 240 persones, 200 eren actives i 40 eren inactives. De les 200 persones actives 178 estaven ocupades (101 homes i 77 dones) i 22 estaven aturades (10 homes i 12 dones). De les 40 persones inactives 13 estaven jubilades, 13 estaven estudiant i 14 estaven classificades com a «altres inactius».

### Ingressos
El 2009 a Berfay hi havia 152 unitats fiscals que integraven 372 persones, la mediana anual d'ingressos fiscals per persona era de 16.464 €.

### Activitats econòmiques
Dels 5 establiments que hi havia el 2007, 1 era d'una empresa alimentària, 2 d'empreses de construcció i 2 d'empreses de comerç i reparació d'automòbils.
Dels 2 establiments de servei als particulars que hi havia el 2009, 1 era una fusteria i 1 lampisteria.
Dels 2 establiments comercials que hi havia el 2009, 1 era una fleca i 1 una botiga d'electrodomèstics.
L'any 2000 a Berfay hi havia 16 explotacions agrícoles que ocupaven un total de 700 hectàrees.

## Equipaments sanitaris i escolars
El 2009 hi havia una escola elemental.

## Poblacions més properes
El següent diagrama mostra les poblacions més properes.